# Associazione Calcio Isola Liri
L'Isola Liri è la società calcistica del comune di Isola del Liri, in provincia di Frosinone.
Nata come U.S.I.L. (Unione Sportiva Isola Liri) nel 1925, poi chiamata A.S.A.C.I. per qualche anno nel dopoguerra, poi passata di nuovo alla denominazione U.S. Isola Liri fino al 1988-1989, dal 1989-1990 al 2002 circa è stata A.S. Isola Liri, per poi chiamarsi A.C. Isola Liri fino al 2016, anno della non iscrizione e dello scioglimento di quel fil rouge che da tanti anni rappresentava la continuazione della stessa società. Le maglie tradizionali sono state sempre a strisce verticali biancorosse (grandezza variabile). Come seconda maglia, bianca con inserti rossi, rossa inserti bianchi, blu con inserti biancorossi. Nel giugno 2023 viene fondata la A.S.D. Isola Liri 1925 che si ricollega alla storia calcistica isolana. Seguono storia e cronistoria dettagliata degli eventi.

## Storia scritta dal Dottor Romolo Pizzuti

### Albori (1920-1934)
Il calcio ad Isola del Liri nacque ufficialmente il 21 giugno del 1925, con atto di nascita sottoscritto davanti al sindaco Ing. Pietro De Gregoriis. Così si legge nel libro uscito nel 1984 "Storia del Calcio Isolano" scritto dal dottor,Romolo Pizzuti. Già dal 1920 in città, un isolano tornato dal servizio militare svolto a Taranto, Pasquale Truglia, portò con sé la prima "sfera di cuoio" e accese l'interesse dei suoi concittadini per il gioco del calcio. Di lì in avanti infatti si formarono i primi tornei e le prime squadre amatoriali. Da sottolineare che per diversi anni la società ha utilizzato come anno di nascita il 1902, errore nato da una pura e semplice boutade di fine anni '70, quando in un bar, in una riunione dell'allora dirigenza venne indicato come anno di fondazione il 1902 per contrapposizione a quello che viene indicato come anno di nascita del Sora (1907), già allora rivale storico.
La prima denominazione assunta dalla società era U.S.I.L., acronimo di Unione Sportiva Isola Liri ed era composta da un Comitato di sette membri e sei soci Onorari, più soci sostenitori e soci ordinari.
Il primo terreno di gioco che ospitò le gare degli isolani era il campo boario, al "Capocroce", dove poi nacque la Scuola Garibaldi. 
All'iniziale sigla U.S.I.L. venne aggiunta una “F”, andando a significare Unione Sportiva Fascista Isola Liri (U.S.F.I.L.), erano infatti gli anni del "ventennio" di Benito Mussolini. 
Per rappresentare la squadra, dal 1925 in poi, vennero scelti come colori sociali il bianco ed il rosso, prendendo spunto dal gonfalone della città: biancorosso con una torre, due gamberi, tiara papale. chiavi decussate e la scritta "Insula Filiorum Petri". Altro motto spesso presente nello stemma della squadra, almeno dagli anni '90 in poi, è stato "Lux Nobis est Labor".
Per dieci anni i giovanotti dell'Isola organizzarono tornei ed amichevoli al "Capocroce" con la seguente formazione base formata da: Silla, Notarantonio, Osvaldo, Merenghino, Truglia I., Cordanti, Davide Gabriele detto Daviduccio, Di Ciocco, Bonini, Urbini e Costantini.
E in particolare a uno di questi undici pionieri si deve il primo fondamentale apporto tecnico - tattico in casa biancorossa. Elio Bonini infatti si trovava ad Isola del Liri in quanto tecnico cartario nelle locali Cartiere Meridionali. Originario di Vercelli, aveva indossato la casacca della famosa Pro Vercelli prima e della Nazionale poi, nel ruolo di centravanti con la maglia numero nove. Con la sua esperienza quindi, Bonini fu il vero protagonista della svolta calcistica isolana, impartendo dettami del giuoco del calcio ai compagni e assurgendo a modello della disciplina in tutta la provincia e non solo.
Dopo l'esperienza del Capocroce però al club mancava un vero e proprio campo sportivo. Fu così che il terreno per la costruzione del nuovo stadio lo donò nel 1929, senza esitazione, il Conte Arduino Mangoni di S. Stefano, vero sportivo che sposò senza mezzi termini la causa del “pallone”.
Il nuovo campo di gioco venne costruito in zona Nazareth, e quindi ribattezzato a nome del Conte, anche se ancora oggi viene chiamato comunemente Nazareth.

### 1934-1938
La stagione 1934-1935 segna una data storica nel calcio isolano. Infatti per la prima volta la squadra prende parte ad un campionato regolare nel girone laziale, nella Terza Divisione Lazio Girone B. 
La prima avventura agonistica dei biancorossi non sarà affatto facile, facendo registrare una sola vittoria su dodici gare disputate, vittoria ottenuta per di più a tavolino perché l'avversario, l'Italcable di Roma, non si presentò.
Nella stagione 1935-1936 invece l'Isola Liri, guidata dal presidente Osvaldo Emery (nato a Napoli da genitori di origine svizzera, isolano d'adozione, dirigente cartario nelle Cartiere Meridionali, uomo di cultura e di sport), prese parte al campionato di Seconda Divisione Laziale Girone B (la Terza Divisione diventò infatti Seconda in seguito alla riorganizzazione che portò la Terza Divisione a diventare Serie C). I biancorossi conclusero al primo posto stravincendo il proprio girone, ma agli spareggi contro la Roma III, un arbitraggio scandaloso spense i sogni di gloria e al Nazareth la giacchetta nera dovette fuggire dall'ira degli isolani scalando la collina e raggiungendo la strada ferrata che sovrasta il campo sportivo.
Nella stagione 1937-1938 l'Isola Liri partecipò al campionato di Seconda Divisione Laziale e contemporaneamente a quello dell'XI Zona dove solo per poco non conquistò la vittoria finale.

### 1939-2008
La Seconda Guerra Mondiale fermò per qualche anno l'attività calcistica agonistica, alla ripresa dell'attività, nel 1946, la società prese per qualche anno il nome di A.S.A.C.I.( Associazione Sportiva Artistica Culturale Isola Liri, che abbracciava più campi) abbandonando la sigla U.S.F.I.L., legata al periodo anteguerra. 
La formazione tra il 1946 e il 1952 era composta da tutti isolani, in particolar modo del rione "Nazareth", adiacente allo stadio. Tra questi si ricorda in modo particolare Claudio Gabriele, "Claudino", talento cristallino di quell'epoca.
Nei primi anni cinquanta l'Isola Liri salì in Promozione in due occasioni: una prima volta nel 1952-1953, ma nello spareggio con il Cassino vinto per 3-1 vengono squalificati per illecito sportivo e retrocessi all'ultimo posto; l'altra nel 1954-1955 (dopo che nel 1953-1954 la squadra non si era iscritta, segnando una pagina amara della propria storia) che segnò un lungo periodo nella categoria, fino al 1970 (dal 1959 la Promozione fu sostituita dalla Prima Categoria come campionato di quinto livello nazionale, tornando alla precedente denominazione nel 1968). Di questi anni restano le indimenticabili sfide contro il Sora (16 incontri giocati in 9 stagioni) vero e proprio derby sentito e simbolo di un calcio autentico. I ricordi migliori risalgono alle due sfide della stagione '59-'60 quando i biancorossi vinsero prima a Sora per 3-2 e poi al Nazareth per 2-1.
Nella stagione '61-'62 i biancorossi vincono il girone D di Prima Categoria Lazio ed affrontano in uno spareggio a tre la Romulea e l'Inacasa. Sarebbe un risultato storico accedere in quarta serie (Serie D), e così il 28 maggio 1962 l'Isola Liri ospita l'Inacasa. Un pessimo arbitraggio ed il vantaggio ospite scatenarono le ire dei sostenitori biancorossi, che si resero autori di un'invasione di campo. Partita inevitabilmente sospesa e sconfitta a tavolino. Con la Romulea poi finirà 0-0 sancendo così la fine del sogno quarta serie.
Il decennio tra gli anni '60 e '70 viene ricordato come quello della famiglia isolana Santonico, con Giuseppe Santonico (che dopo due anni nell'Isola Liri in Prima Categoria Lazio partì per una grande carriera da attaccante tra Atalanta in Serie A, Reggina e Taranto), Franco ed Ernesto colonne portanti dell'undici biancorosso. Altri nomi ricorrenti nel calcio isolano in questi anni sono stati quelli di Mario Pantano alias "Boschetto", dal dopoguerra agli anni '70 dirigente e responsabile del settore giovanile; e Tonino Villa detto "Chopin", più volte allenatore dei biancorossi dagli anni '50 fino ai primi '80.
Dal 1970 al 1980 tre retrocessioni in Prima Categoria cancellano amaramente i 15 anni di permanenza ininterrotta nel quinto livello calcistico nazionale. La prima discesa degli isolani in "Purgatorio" dura solo due anni, nel 1972 vincono il campionato di Prima Categoria e tornano in Promozione fino al 1975.
La stagione 74-75 si rivela infatti vergognosa, quattro punti conquistati frutto di quattro pareggi. Di questi quattro punti, ironia della sorte, uno conquistato in casa nel derby contro il Sora che mancava dal 1968 (0-0). I derby, si sa, sono partite a parte.
La vittoria della Prima Categoria avvenne nella stagione 1977-1978, con la presidenza Marcello Zaccardelli, segnando un anno di record. La formazione biancorossa, allenata da Piero Del Sette, vinse 23 partite su 30, ne pareggiò 7; segnò 59 reti, subendone solo 8 dove il portiere Claudio Romano stabilì il primato d'imbattibilità nazionale, consistente in 1250 minuti. In un campionato a sedici squadre sui 51 punti della Juventus sovrastarono i 53 dell'Isola Liri.
Nella stagione '78-'79, nel campionato di Promozione, indossò la maglia biancorossa Mario Faccenda, difensore che dopo l'esperienza isolana arriverà a vestire le maglie di Genoa, Pisa e Fiorentina in Serie A.
I biancorossi rimangono nella categoria fino alla stagione 79-80, dove eguagliano il record negativo del 1975. Anche per loro quattro punti, frutto di quattro "risultati ad occhiali". Durante questa stagione, campo squalificato per quasi l'intero campionato causa invasione di campo contro il Ciampino al Nazareth.
Nella stagione 1982-1983, ancora con Piero Del Sette, una nuova vittoria del campionato di Prima Categoria sfumò solo alla fine. Cedendo il primo posto al Minturno, sconfitti in trasferta nello scontro diretto, partita che ancora oggi molti sportivi ricordano.
Nella stagione 1983-1984 arrivò il ritorno in Promozione con Fabio Salvatici in panchina, dopo un interminabile testa a testa con la Policassino, terminato all'ultima giornata nella trasferta di Itri, dove erano presenti circa 1000 sostenitori isolani.
Nel 1984-1985 torna dopo nove anni il derby con i "cugini" sorani, che restano in Promozione fino alla stagione seguente (1985-1986). In questo biennio per i biancorossi prima un sorprendente secondo posto alle spalle del Formia ('84-'85), poi un terzo posto ('85-'86).
Nella stagione 1986-1987 con Claudio Di Pucchio in panchina e Beppe Martellacci presidente i ragazzi isolani conquistarono per la prima volta l'approdo nel Campionato Interregionale, dopo un nuovo testa a testa con la Policassino.
Da segnalare inoltre come negli anni'80 l'Isola Liri rimase imbattuta sul campo amico per sei anni e mezzo (108 partite utili consecutive al Nazareth dall'8 novembre 1981 al 23 dicembre 1987).
Ad Isola del Liri, nei primi due anni di Interregionale (1987-1988 e 1988-1989) iniziava la sua carriera Gianpiero Ventrone (1960-2022), preparatore atletico che dopo la parentesi isolana arriverà a lavorare con Napoli, Juventus, la Nazionale campione del Mondo nel 2006 e per ultimo il Tottenham prima della sua prematura scomparsa.
La quarta serie (Interregionale prima, Serie D poi) ha visto protagonisti i biancorossi fino alla stagione 1998-1999, con la mesta discesa in Eccellenza.
In questi tredici anni il sogno è sempre stato la Serie C2.
Il salto tra i professionisti è sfuggito più volte al “Presidentissimo” Edoardo Elia (stagione 88-89, dove fu anche presentato l'Inno della squadra); a Vittorio Brandolini, per quattro anni primo dirigente isolano  (89-90 fino a metà stagione 93-94, tra i presidenti più amati); a Domenico Fiore (95-96 e 96-97) e a Stefano Trotta (97-98). In tutti questi anni l'Isola Liri collezionò sempre ottimi piazzamenti e spesso vittorie sfumate alla fine combattendo contro squadre di città ben più grandi (si pensi alla Palma Cagliari nel 1988-1989, Benevento nel 1990-1991, Trapani nel 1992-1993, Casertana nel 1995-1996) mai riuscendo tuttavia a giungere prima.
Stagioni queste che hanno lasciato il segno nel calcio biancorosso, con lo stadio sempre pieno (media di 2.000 spettatori), delle sfide che rimarranno a lungo nella memoria dei tifosi isolani come la partita che vide l'Isola Liri vincere per quattro reti a zero contro il Sora nel 25 novembre 1990, e il manto del Nazareth calcato da veri e propri talenti come Pasquale Giobbe, Mauro Fabbri, Maurizio D'Antimi, Vincenzo Rossi, Piero Rotondi, Luca Piochi, Rocco Capasso, Claudio Spataro, Gianluca Congiu, Daniele Cinelli, Felice Parisi, i fratelli Alessandro Ambrosi e Stefano Ambrosi e tanti altri ancora.  
Intorno alla metà degli anni '90 iniziava la sua carriera da preparatore atletico nell'Isola Liri in Serie D Costantino Coratti. Professionista che nel corso degli anni a venire si affermerà a livello nazionale e oltre, diventando uno dei fedelissimi di Antonio Conte prima alla Juventus, poi alla Nazionale, al Chelsea, all'Inter e non solo. 
Segnatamente il derby del 25 novembre 1990, ma più in generale una panoramica sul calcio di quegli anni - locale e non-, ha trovato spazio in una rubrica su Repubblica del 2019, con l'articolo "Quando il derby del piccolo calcio regalava emozioni".
Il sogno della Serie C2 rimase sempre vivo, perché al quarto anno nell'Eccellenza Laziale la società composta prevalentemente da isolani e capeggiati dal presidente Ennio Quadrini, chiamò Alessandro "Sandro" Grossi a guidare una banda di giovani (con capitano l'esperto Bruno Galuppi) che riuscirono a riportare in Serie D l'Isola Liri, dopo lo spareggio di Fagagna, contro il Pozzuolo del Friuli (gol storico di Domenico Pace) e dopo aver sconfitto nel turno precedente il Civita Castellana.
La storia più recente del calcio isolano è scritta da tre campionati disputati dal 2003 al 2006 prima con Grossi (2003-2004, con un girone d'andata e inizio ritorno da vertice) e poi con Fabrizio Perrotti (2004-2005 e 2005-2006) nella Serie D terminati nei play-off, galoppando verso la Coppa Italia Serie D 2004-2005 ma col trofeo sfuggito solo in finale contro l'Uso Calcio. Una finale a doppio turno destinata comunque a restare nella storia del calcio isolano, con l'andata giocata in casa davanti a migliaia di tifosi e addetti ai lavori, e il ritorno in terra lombarda.
Per quanto riguarda la stagione di Serie D 2006-2007, la società si è rivolta al passato, con il ritorno del tecnico Mario Buccilli, già allenatore nel '92-'93 ed ex difensore biancorosso nel '90-'91, portando la società a raggiungere i play-off e totalizzando ben 64 punti.
Di questi anni si ricordano calciatori che hanno lasciato ottimi ricordi in riva al Liri come i bomber Alessio Carlini e Vincenzo Giacco, Cosimo Tedesco, e Antonio La Cava che giocherà con i biancorossi fino alla C2/Lega Pro.
La stagione più importante e gloriosa per l'Isola Liri che le ha spalancato dopo tanti tentativi le porte del professionismo è partita nell'estate del 2007. Con Marcello Costantini presidente, e la promessa di acquisti degni di categoria superiore (Daniele Prosia, Manuele Guzzo, Angelo Giacalone, Daniel Chafer) da affiancare ai confermati affidandosi ad un nuovo tecnico emergente quale Giuseppe Ferazzoli, fratello di Fabrizio, ottimo centrocampista che nel biennio '90/'92 aveva indossato la maglia biancorossa.

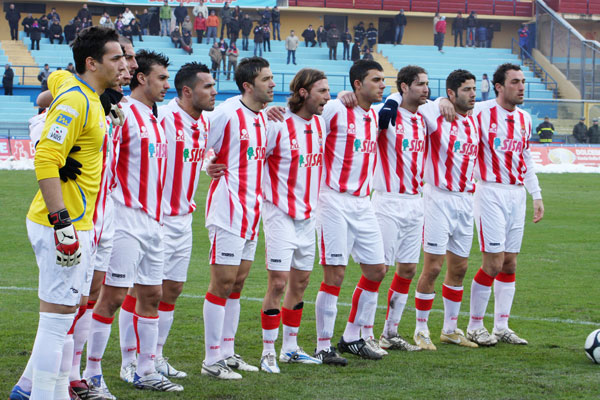
Associazione Calcio Isola Liri, formazione 2008-2009.

Tra mille speranze e tanta voglia di vincere, i fatti daranno ragione ai biancorossi rivelando una corazzata che occupò la prima posizione in classifica dalla prima giornata, disturbata solo dalla squadra sarda del Castelsardo. L'appuntamento con la storia arrivò la domenica del 30 marzo 2008, quando ad Ostia gli uomini di Ferazzoli vinsero grazie a Giacalone che firmò il 2-1 su calcio di punizione regalando la vittoria matematica alla squadra e a tutti i tifosi giunti per l'occasione; da qui per l'Isola Liri dopo 83 anni si avverò il sogno della Serie C2, ridenominata Lega Pro Seconda Divisione.

### Gli anni della C2/Lega Pro
Nel 2008 quindi la città sull'onda dell'entusiasmo si prepara all'esordio nel professionismo, con il Nazareth che viene adeguato alla nuova categoria (costruzione della curva per i tifosi biancorossi e allargamento del settore ospiti). Il quadriennio dell'Isola Liri in Lega Pro Seconda Divisione non inizia nel migliore dei modi, complice il fatto di una prima stagione 2008-2009 disputata tra i professionisti con una retrocessione ai play-out contro il Manfredonia. 
La squadra verrà comunque ripescata nell'estate 2009.
Nella stagione 2009-2010 i biancorossi si salvano con merito dalla retrocessione in Serie D dopo aver vinto i play-out contro il Vico Equense.
La stagione 2010-2011 per gli isolani ha decretato il miglior piazzamento nella categoria arrivando al 9º posto del girone C.
Da segnalare, tra il 2009 e il 2011, quattordici presenze in maglia biancorossa di Davide Zappacosta, che quindi si affaccia proprio con l'Isola Liri nel calcio che conta. Verrà infatti acquistato dall'Atalanta nel gennaio del 2011 e girato all'Avellino.
La stagione 2011-2012 per l'Isola Liri è stata funesta prima con l'esonero di Sandro Grossi, poi, con le dimissioni di Arcangelo Sciannimanico subentratogli e il ritorno sulla panchina del primo, a corto di risultati arrivando terzultimi finiscono in Serie D con due giornate d'anticipo.

### Dalla serie D ai campionati regionali
Le stagioni del ritorno in Serie D vedono i biancorossi attestarsi nelle parti medio-basse della classifica del proprio girone.
La stagione 2012-2013 è segnata dalle difficoltà societarie, sanate solo a seguito dell'intervento di una cordata di soggetti isolani; la panchina viene inizialmente affidata a Renato Cioffi (stimato ex biancorosso negli anni '90), il quale viene poi esonerato e sostituito da Sandro Grossi che raggiunge la salvezza all'ultima partita, in casa del Budoni. In questa stagione è da segnalare dopo diversi anni (ultima stagione '91-'92) il ritorno del sentito derby contro il Sora (che proseguirà fino alla stagione 2014-2015, facendo registrare per i biancorossi tre successi su tre negli scontri casalinghi (due nel 2013, 1-0 del 27 gennaio e 4-3 del 20 ottobre, uno nel 2014, 1-0 del 21 dicembre) e un pareggio al Tomei di Sora, 0-0 del 3 maggio 2015).
L'anno dopo (2013-2014) Grossi, confermato alla guida tecnica, guida l'Isola Liri a un campionato relativamente tranquillo, stabilizzando la squadra a metà classifica. A fine stagione il tecnico si dimette.
L'annata 2014-2015 vede i biancorossi conquistare la salvezza ai play-out contro il Palestrina. Nel corso del campionato sono 3 gli allenatori che si alternano alla guida della rosa: in avvio di campionato vi è Alessio Ciardi, poi sostituito da Sergio La Cava, a sua volta dimissionato in favore di Carmelino Gioffrè, che traghetta l'Isola Liri fino a fine stagione.
Nella stagione 2015-2016 la squadra, nuovamente affidata a Sandro Grossi, ottiene la salvezza diretta all'ultima giornata di regular season nel girone "di ferro" (H) di Serie D. Conclusa la stagione, l'Isola Liri non si re-iscrive (non senza polemiche) al campionato di competenza, entrando in stato di quiescenza dopo 91 anni di attività ininterrotta.
La nuova società Pro Calcio Isola Liri nata nel 2016 (tuttavia mai considerata dalla totalità della piazza erede della tradizione locale, visto il brusco stop con cui l'Ac Isola Liri è finita) era partita dalla Terza Categoria e grazie a buoni piazzamenti e ripescaggi era riuscita ad arrivare in Promozione nel 2020 per poi cambiare denominazione in Società Sportiva Dilettantistica Isola Liri. Nel 2021 entra in crisi dopo lo stop dovuto al Covid anche la nuova società e il calcio ad Isola del Liri ormai attende da anni un compiuto ritorno.
Nella primavera 2023 finalmente sembra stagliarsi un ritorno del calcio sotto la Cascata, con la formazione di un comitato tra soci fondatori e soci sostenitori (con un progetto di azionariato popolare accolto dalla piazza) e la creazione in giugno della A.S.D. Isola Liri 1925. La squadra milita in Terza Categoria Frosinone Girone A. Nel marzo 2024 l'Isola Liri vince il campionato di Terza Categoria Frosinone Girone A e il titolo di campione provinciale della categoria dopo aver sconfitto il Suio, vincitrice dell'altro Girone. Nel marzo 2025 l'Isola Liri vince il campionato di Seconda Categoria Lazio Girone H.

## Palmarès

### Competizioni nazionali
- Serie D: 1

2007-2008 (girone G)

### Competizioni regionali
- Promozione: 1

1986-1987 (girone B)
- Prima Categoria: 3

1961-1962, 1977-1978, 1983-1984
- Seconda Divisione: 1

1937-1938 (girone B)

### Competizioni provinciali
- Terza Categoria: 1

2023-2024 (Girone A)

### Altri piazzamenti
- Serie D:

Secondo posto: 2005-2006 (girone G)
Terzo posto: 2006-2007 (girone G)
- Campionato Interregionale:

Terzo posto: 1988-1989 (girone I)
- Campionato Nazionale Dilettanti:

Terzo posto: 1992-1993 (girone H), 1995-1996 (girone G)
- Eccellenza:

Secondo posto: 2002-2003 (girone B)
- Promozione:

Secondo posto: 1984-1985 (girone B), terzo posto 1985-1986 (girone B)
- Coppa Italia Serie D:

Finalista: 2004-2005

## Allenatori e presidenti
| Allenatori - 1925. - 1977-1978 Piero Del Sette - 1978 - 1979 Luigi Sitzia - 1981 - 1982 Tonino Villa - Armando Palmigiani - 1982 - 1983 Piero Del Sette - 1983 - 1984 Fabio Salvatici - 1984 - 1986 Massimiliano Cherri - 1986-1987 Claudio Di Pucchio - 1987-1988 Claudio Di Pucchio; De Paolo; P.Anastasio; Belardi; Bruno Mizzoni - 1988-1989 Massimiliano Cherri - 1989-1990 Antonio Lillo - 1990-1991 Ezio Castellucci - 1991-1992 Ezio Castellucci - 1992-1993 Mario Buccilli - 1993-1994 Bruno Mizzoni; Stefano Francioni - 1994-1995 - - 1995-1996 Carlo Orlandi - 1996-1997 Marco Cari - 1997-1998 - - 1998-1999 Luigi Castiello - 1999-2000 - 2000-2001 - 2001-2002 Marco Frioni - 2002-2004 Alessandro Grossi - 2004-2006 Fabrizio Perrotti - 2006-2007 Mario Buccilli - 2007-2008 Giuseppe Ferazzoli - 2008-2009 Giuseppe Ferazzoli (1ª-13ª) Luciano Zecchini (14ª-34ª) Giovanni Bianchetti (playout) - 2009-2011 Alessandro Grossi - 2011-2012 Alessandro Grossi (1ª-27ª) Arcangelo Sciannimanico (28ª-39ª) Alessandro Grossi (38ª e 40ª-42ª) - 2012-2013 Renato Cioffi (1ª-24ª) Alessandro Grossi (25ª-34ª) - 2013-2014 Alessandro Grossi - 2014-2015 Alessio Ciardi (1ª-14ª) Sergio La Cava (15ª-22ª) Carmelino Gioffrè (23ª-34ª e play-out) - 2015-2016 Alessandro Grossi - 2023-2024 Rocco Alonzi | Presidenti - 1925 -1929 Comitato di sette membri e sei soci onorari - 1929-1932 Enrico Paesano - 1932-1934 Antonio Cerasoli - 1934-1938 Osvaldo Emery - 1938-1939 Umberto Di Folco (reduce OMS) - 1939-1952 Arduino Mangoni - 1952-1953 Marco Antonio Mancini (commissario) - 1953-1954 Non disputato - 1954-1955 Beniamino Viscogliosi - 1955-1958 Fernando Mancini - 1958-1959 Fuoco, Verdone, Catallo, Carbone - 1959-1960 Vincenzo D'Orazio - 1960-1963 Carlo Viscogliosi - 1963-1964 Elpidio D'Orazio, Dante Di Scanno - 1964-1965 Michele Olini - 1965-1967 Francesco Di Piro - 1967-1969 Vittorio Lecce Giuseppe Di Vito (commissario) - 1969-1970 Egidio Cellupica (commissario) - 1970-1973 Antonio Costantini - 1973-1974 Vinicio D'Orazio - 1974-1975 Antonio Mariniello - 1975-1977 Claudio Di Palma, Alfonso Corona - 1977-1980 Marcello Zaccardelli - 1980-1981 Raffaele Palmigiani - 1981-1983 Wanni Miacci - 1983-1985 Pasquale D'Angelo - 1985-1986 Paolo Di Pucchio - 1986 - 1987 Beppe Martellacci - 1987-1989 Edoardo Elia - parte 1989 Cesare Parisi - 1989-1993 Vittorio Brandolini - 1993-1995 Vittorio Massaroni - 1995-1997 Domenico Fiore - 1997-1998 Stefano Trotta - 1998-1999 Domenico Ferrazzoli - 2000-2002 F.lli Porcarelli - 2002-2007 Ennio Quadrini - 2007-2011 Marcello Costantini - 2011-2012 Augusto Pomi, Pier Ruffino Pierro - 2012-2016 Luca Bianchi / Bruno Di Folco - 2023-2024 Andrea Indigeno - 2024-2025 Luigi Marziale |

## Statistiche e record

### Partecipazione ai campionati
| Livello | Categoria                       | Partecipazioni | Debutto   | Ultima stagione | Totale |
| ------- | ------------------------------- | -------------- | --------- | --------------- | ------ |
| 4º      | Lega Pro Seconda Divisione      | 4              | 2008-2009 | 2011-2012       | 6      |
| 4º      | Serie D                         | 2              | 2014-2015 | 2015-2016       | 6      |
| 5º      | Campionato Interregionale       | 5              | 1987-1988 | 1991-1992       | 19     |
| 5º      | Campionato Nazionale Dilettanti | 7              | 1992-1993 | 1998-1999       | 19     |
| 5º      | Serie D                         | 7              | 2003-2004 | 2015-2016       | 19     |

## Tifoseria
La prima volta in cui ad Isola del Liri venne espressa una forma di tifo oltre il semplice incitamento dovrebbe risalire alla prima di campionato della stagione 1975-1976 (Prima Categoria) quando alcuni ragazzi di allora acquistarono il primo tamburo e intonarono i primi cori.
È dal 1984 in poi però con lo striscione URAGANO BIANCOROSSO (realizzato a ridosso della vittoria ad Itri) che il tifo acquisterà maggiore solidità fino ad arrivare alla nascita dei SUPPORTERS intorno al 1988 (S.B.R. Supporters Bianco Rossi, primo vero gruppo isolano) cui fece seguito il loro secondo striscione Armata Biancorossa. 
È in questo periodo che i connotati ultras denotano oramai sostanza con frequenti riunioni, tesseramento, coreografie.
Il direttivo dei Supporters sarà l’asse portante del tifo fino ai primi anni ’90 quando passerà il testimone agli SBANDATI (già presenti da agosto 1990) e agli altri gruppi nascenti (ad esempio Rangers nel novembre 1993) che pur essendo presenti spesso si coalizzano (come si vede dalle foto su internet) nel nome unico Ultrà/Ultras Isola Liri/UBR dal 1992-93 in poi.
A partire dal 2003 si inizia ad utilizzare il nome unico Ultras 1975 ricordando quella prima volta in cui ad Isola Liri nacque una forma di tifo e volendo rappresentare tutta la storia e il movimento, pur nella presenza di gruppi singoli (oltre ai soliti ad esempio i Ribelli nati da poco, e le Ultras Femmn nel 2004). Nel 2007 nacque il gruppo NDI (Noi di Isola) e pur con la presenza dei soliti gruppi (Sbandati, Rangers, NDI etc) la sigla 1975 vede sempre maggior utilizzo passando per gli anni della serie C2 fino al ritorno in D.
Nel 2023 con il ritorno dell’Isola Liri la tifoseria di sempre ha ripreso a seguire la squadra, dapprima in forma non organizzata poi utilizzando la classica denominazione 1975. Nella stagione 2024-2025 il tifo utilizza sempre la sigla Ultras 1975 unitamente a Isola Liri Club Privè (nome comparso per la prima volta nel 2008, raggruppa ora ex appartenenti ad altri gruppi) NDI ed Estrema Appartenenza (gruppo di recente nascita).
NOMI DI ALTRI GRUPPI E STRISCIONI ULTRAS PRESENTI AL NAZARETH NEL CORSO DEGLI ANNI: Simpatiche Canaglie, Total Kaos, Erotismo Biancorosso, Viking, Vecchia Guardia, U.B.R. (Ultras Biancorossi/Uragano Biancorosso), Incubo Biancorosso, Rizla+Group, Sioux, Fronte Opposto, Nuovo Feudo Bianco Rosso, Wild Kaos, Equilibrio Precario, Rinascita Supporters, Vecchi Supporters, Gioventù.

### Gemellaggi e rivalità
Amicizie
- Pro Vasto

Rivalità
- Sora